# Kupa na Bălgarija 1987-1988
La Coppa di Bulgaria 1987-1988 è stata la 6ª edizione di questo trofeo, e la 48ª in generale di una coppa nazionale bulgara di calcio, iniziata il 19 agosto 1987 e terminata l'11 maggio 1988.  Il CSKA Sofia ha vinto il trofeo per la tredicesima volta.

## Primo turno
In questa fase si sfidano 32 squadre divise in 8 gruppi ad eliminazione diretta. Passano alla fase seguente le 3 squadre migliori di ogni girone.

### Gruppo 1
| Squadra           |
| ----------------- |
| Pirin Blagoevgrad |
| Botev Vraca       |
| Marek Dupnica     |
| Vihren Sandanski  |

| Squadra 1                   | Totale | Squadra 2        | Andata | Ritorno |
| --------------------------- | ------ | ---------------- | ------ | ------- |
| 19 agosto/2 settembre 1987  |        |                  |        |         |
| Pirin Blagoevgrad           | 5 – 1  | Marek Dupnica    | 4 - 0  | 1 - 1   |
| Botev Vraca                 | 4 – 1  | Vihren Sandanski | 4 - 1  | 0 - 0   |
| 30 settembre/7 ottobre 1987 |        |                  |        |         |
| Pirin Blagoevgrad           | 3 – 1  | Botev Vraca      | 2 - 0  | 1 - 1   |
| Vihren Sandanski            | 1 – 3  | Marek Dupnica    | 1 - 0  | 0 - 3   |

### Gruppo 2
| Squadra          |
| ---------------- |
| Slavia Sofia     |
| Minjor Pernik    |
| Balkan Botevgrad |
| Hebăr Pazardžik  |

| Squadra 1                   | Totale | Squadra 2        | Andata | Ritorno |
| --------------------------- | ------ | ---------------- | ------ | ------- |
| 19 agosto/2 settembre 1987  |        |                  |        |         |
| Slavia Sofia                | 2 – 1  | Hebăr Pazardžik  | 1 - 0  | 1 - 1   |
| Minjor Pernik               | 5 – 1  | Balkan Botevgrad | 3 - 0  | 2 - 1   |
| 30 settembre/7 ottobre 1987 |        |                  |        |         |
| Minjor Pernik               | 3 – 5  | Slavia Sofia     | 2 - 3  | 1 - 2   |
| Balkan Botevgrad            | 2 – 0  | Hebăr Pazardžik  | 2 - 0  | 0 - 0   |

### Gruppo 3
| Squadra        |
| -------------- |
| Bdin           |
| Jantra Gabrovo |
| Spartak Pleven |
| Liteks Loveč   |

| Squadra 1                   | Totale | Squadra 2      | Andata | Ritorno |
| --------------------------- | ------ | -------------- | ------ | ------- |
| 19 agosto/2 settembre 1987  |        |                |        |         |
| Spartak Pleven              | 2 – 4  | Bdin           | 2 - 1  | 0 - 3   |
| Liteks Loveč                | 2 – 5  | Jantra Gabrovo | 0 - 2  | 2 - 3   |
| 30 settembre/7 ottobre 1987 |        |                |        |         |
| Jantra Gabrovo              | 0 – 2  | Bdin           | 0 - 0  | 0 - 2   |
| Liteks Loveč                | 2 – 6  | Spartak Pleven | 1 - 0  | 1 - 6   |

### Gruppo 4
| Squadra          |
| ---------------- |
| FK Etăr          |
| Akademic Svištov |
| Dunav Ruse       |
| Dobrudža         |

| Squadra 1                   | Totale | Squadra 2        | Andata | Ritorno |
| --------------------------- | ------ | ---------------- | ------ | ------- |
| 19 agosto/2 settembre 1987  |        |                  |        |         |
| FK Etăr                     | 2 – 1  | Dobrudža         | 2 - 0  | 0 - 1   |
| Dunav Ruse                  | 2 – 3  | Akademic Svištov | 1 - 1  | 1 - 2   |
| 30 settembre/7 ottobre 1987 |        |                  |        |         |
| FK Etăr                     | 8 – 1  | Akademic Svištov | 4 - 1  | 4 - 0   |
| Dunav Ruse                  | 5 – 2  | Dobrudža         | 2 - 1  | 3 - 1   |

### Gruppo 5
| Squadra       |
| ------------- |
| Spartak Varna |
| Lokomotiv GO  |
| Šumen         |
| Ludogorec     |

| Squadra 1                   | Totale | Squadra 2    | Andata | Ritorno |
| --------------------------- | ------ | ------------ | ------ | ------- |
| 19 agosto/2 settembre 1987  |        |              |        |         |
| Lokomotiv GO                | 6 – 5  | Ludogorec    | 5 - 1  | 1 - 4   |
| Spartak Varna               | 2 – 1  | Šumen        | 2 - 0  | 0 - 1   |
| 30 settembre/7 ottobre 1987 |        |              |        |         |
| Spartak Varna               | 4 – 2  | Lokomotiv GO | 4 - 1  | 0 - 1   |
| Ludogorec                   | 2 – 4  | Šumen        | 1 - 1  | 1 - 3   |

### Gruppo 6
| Squadra              |
| -------------------- |
| FK Černomorec Burgas |
| Rozova Dolina        |
| Černo More Varna     |
| Tundzha Yambol       |

| Squadra 1                   | Totale | Squadra 2        | Andata | Ritorno     |
| --------------------------- | ------ | ---------------- | ------ | ----------- |
| 19 agosto/2 settembre 1987  |        |                  |        |             |
| FK Černomorec Burgas        | 3 – 2  | Tundzha Yambol   | 2 - 0  | 1 - 2 (dts) |
| Rozova Dolina               | 3 – 1  | Černo More Varna | 3 - 1  | 0 - 0       |
| 30 settembre/7 ottobre 1987 |        |                  |        |             |
| FK Černomorec Burgas        | 7 – 2  | Rozova Dolina    | 2 - 0  | 5 - 2       |
| Tundzha Yambol              | 2 – 3  | Černo More Varna | 2 - 1  | 0 - 2       |

### Gruppo 7
| Squadra           |
| ----------------- |
| Lokomotiv Plovdiv |
| Haskovo           |
| Rozova Dolina     |
| Chirpan           |

| Squadra 1                   | Totale      | Squadra 2         | Andata | Ritorno     |
| --------------------------- | ----------- | ----------------- | ------ | ----------- |
| 19 agosto/2 settembre 1987  |             |                   |        |             |
| Lokomotiv Plovdiv           | 5 – 3       | Arda Kărdžali     | 5 - 1  | 0 - 2       |
| Haskovo                     | 3 – 3 (gfc) | Neftohimik Burgas | 2 - 0  | 1 - 3 (dts) |
| 30 settembre/7 ottobre 1987 |             |                   |        |             |
| Lokomotiv Plovdiv           | 8 – 3       | Haskovo           | 2 - 0  | 6 - 3       |
| Arda Kărdžali               | 3 – 1       | Neftohimik Burgas | 2 - 0  | 1 - 1       |

### Gruppo 8
| Squadra         |
| --------------- |
| Sliven          |
| Beroe           |
| Spartak Plovdiv |
| Dimitrovgrad    |

| Squadra 1                   | Totale | Squadra 2       | Andata | Ritorno     |
| --------------------------- | ------ | --------------- | ------ | ----------- |
| 19 agosto/2 settembre 1987  |        |                 |        |             |
| Beroe                       | 9 – 2  | Dimitrovgrad    | 6 - 1  | 3 - 1       |
| Sliven                      | 3 – 2  | Spartak Plovdiv | 2 - 0  | 1 - 2       |
| 30 settembre/7 ottobre 1987 |        |                 |        |             |
| Sliven                      | 3 – 2  | Beroe           | 2 - 0  | 1 - 2 (dts) |
| Dimitrovgrad                | 2 – 3  | Spartak Plovdiv | 2 - 0  | 0 - 3       |

## Secondo turno
| Squadra 1                    | Totale      | Squadra 2            | Andata | Ritorno |
| ---------------------------- | ----------- | -------------------- | ------ | ------- |
| 29 novembre/12 dicembre 1987 |             |                      |        |         |
| Dunav Ruse                   | 0 – 3       | FK Černomorec Burgas | 0 - 1  | 0 - 2   |
| Černo More Varna             | 5 – 3       | Bdin                 | 4 - 1  | 1 - 2   |
| Pirin Blagoevgrad            | 3 – 1       | FK Etăr              | 3 - 0  | 0 - 1   |
| Lokomotiv Plovdiv            | 4 – 1       | Marek Dupnica        | 4 - 0  | 0 - 1   |
| Rozova Dolina                | 2 – 3       | Šumen                | 2 - 1  | 0 - 2   |
| Slavia Sofia                 | 4 – 1       | Minjor Pernik        | 4 - 0  | 0 - 1   |
| Jantra Gabrovo               | 3 – 4       | Arda Kărdžali        | 3 - 1  | 0 - 3   |
| Beroe                        | 3 – 3 (gfc) | Spartak Varna        | 2 - 2  | 1 - 1   |
| Akademic Svištov             | 3 – 3 (gfc) | Haskovo              | 3 - 1  | 0 - 2   |
| Lokomotiv GO                 | 2 – 4       | Spartak Plovdiv      | 2 - 0  | 0 - 4   |
| Botev Vraca                  | 3 – 1       | Spartak Pleven       | 1 - 0  | 2 - 1   |
| Sliven                       | 1 – 1 (gfc) | Balkan Botevgrad     | 1 - 1  | 0 - 0   |

## Terzo turno
A questo turno partecipano anche il CSKA Sofia, il Lokomotiv Sofia, il Levski Sofia e il Botev Plovdiv, esentati nei turni precedenti grazie alla loro partecipazione alle Coppe Europee.
| Squadra 1            | Risultato   | Squadra 2         |
| -------------------- | ----------- | ----------------- |
| 23 dicembre 1987     |             |                   |
| Lokomotiv Sofia      | 0 – 3       | Slavia Sofia      |
| Levski Sofia         | 5 – 0       | Botev Vraca       |
| Spartak Plovdiv      | 0 – 2 (dts) | CSKA Sofia        |
| Botev Plovdiv        | 3 – 0       | Lokomotiv Plovdiv |
| FK Černomorec Burgas | 2 – 0       | Šumen             |
| Spartak Varna        | 3 – 0       | Arda Kărdžali     |
| Pirin Blagoevgrad    | 2 – 1       | Haskovo           |
| Černo More Varna     | 5 – 0       | Balkan Botevgrad  |

## Quarti di finale
| Squadra 1            | Risultato | Squadra 2        |
| -------------------- | --------- | ---------------- |
| febbraio 1988        |           |                  |
| Pirin Blagoevgrad    | 1 – 0     | Černo More Varna |
| CSKA Sofia           | 2 – 1     | Botev Plovdiv    |
| Levski Sofia         | 3 - 1     | Spartak Varna    |
| FK Černomorec Burgas | 0 – 1     | Slavia Sofia     |

## Semifinali
| Squadra 1    | Risultato | Squadra 2         |
| ------------ | --------- | ----------------- |
| 9 marzo 1988 |           |                   |
| CSKA Sofia   | 1 – 0     | Slavia Sofia      |
| Levski Sofia | 1 – 0     | Pirin Blagoevgrad |

## Finale 3/4 posto
| Squadra 1         | Risultato   | Squadra 2    |
| ----------------- | ----------- | ------------ |
| Pirin Blagoevgrad | 5 – 2 (dts) | Slavia Sofia |

## Finale
| Arbitro: | Velichko Tsonchev |

|           |           |                                              |
| Iliev 13’ | Marcatori | 6’ Stoičkov 41’ (rig.) Penev 85’ 89’ Vitanov |